# Provincia di Driouch
La provincia di Driouch (in arabo: الدريوش, traslitterato: Iqlīm ad-Drīwūxin lingua tarifit: ⵜⴰⵎⴷⵉⵏⵜ ⵏ ⴻⴷⴷⵔⵉⵡⴻⵛ) appartiene alla Regione Orientale del Marocco e a volte è chiamata anche provincia di Midar-Driouch. Il capoluogo è la città di Driouch.

## Geografia

### Posizione
La provincia di Driouch confina a nord con il Mar Mediterraneo, a est con la provincia di Nador, a sud-est con la provincia di Guercif, a sud-ovest con la provincia di Taza e a ovest con quella di Al-Hoseyma.

### Paesaggio
La provincia si trova ai piedi orientali della catena montuosa del Rif; il profilo del paesaggio è di conseguenza collinare. Le vette più alte sono ubicate a Midar e raggiungono un'altezza massima di circa 1500 m. Le due città più grandi, Driouch e Midar, raggiungono un'altitudine rispettivamente di 290 m e 360 m.

### Clima
Le montagne del Rif, che sono relativamente piovose nei mesi invernali (da novembre a febbraio) diventano sempre più secche verso est, tuttavia qui le precipitazioni sono significativamente più abbondanti rispetto al sud e all'est del Marocco. Le temperature diurne in estate possono raggiungere i 40 °C e superarli; di notte i valori scendono a 20-25 °C. In inverno le temperature diurne si aggirano intorno ai 15-25 °C, quelle notturne intorno ai 10-15 °C.

## Storia
La provincia di Driouch non ha mai avuto un ruolo significativo nella storia del Marocco. È stata creata nel 2009, quando è stata separata dalla provincia di Nador.

## Popolazione
Circa l'80% della popolazione è di origine berbera. Gli abitanti lavorano in gran parte nell'agricoltura e come braccianti giornalieri o piccoli commercianti. Per quanto riguarda invece i residenti arabi nella provincia, sono per lo più impiegati statali o amministrativi, grossisti, ingegneri, avvocati, medici. La metà della popolazione vive nelle città in rapida crescita, la metà restante è distribuita su una ventina di comunità rurali, alcune delle quali già con le caratteristiche di piccole città.

## Geografia antropica

### Suddivisioni amministrative
La provincia è suddivisa in tre municipalità (indicate con una M tra parentesi nella tabella sotto riportata) e ventuno comuni rurali, a loro volta costituiti da numerosi villaggi. Oltre alle tre municipalità, sono considerate città anche i centri urbani dei comuni rurali di Tafersit e Dar El Kebdani.
| Comune              | Abitanti nel 2014 |
| ------------------- | ----------------- |
| Midar (M)           | 15.021            |
| Driouch (M)         | 14.741            |
| Ben Taieb (M)       | 14.257            |
| Mtalssa             | 16.786            |
| Temsamane           | 13.920            |
| Trougout            | 11.458            |
| Ain Zohra           | 10.601            |
| Dar El Kebdani      | 9.911             |
| Boudinar            | 9.863             |
| Tsaft               | 9.578             |
| M'Hajer             | 9.386             |
| Tafersit            | 9.133             |
| Oulad Boubker       | 8.054             |
| Ijermaouas          | 7.540             |
| Ouardana            | 7.120             |
| Iferni              | 6.365             |
| Bni Marghnine       | 6.263             |
| Oulad Amghar        | 6.010             |
| Ouled Aissa El Oued | (5.977)           |
| Ait Mait            | 5.613             |
| Talilit             | 5.208             |
| Amejjaou            | 4.988             |
| Azlaf               | 4.919             |
| Tazaghine           | 4.323             |

## Economia
L'agricoltura svolge tradizionalmente un ruolo di primo piano nella vita economica della provincia. Anche se le aree destinate alle coltivazioni sono ridotte a causa del terreno collinare, la superficie agricola utilizzata è di 185.613 ha, di cui 10.112 in zone irrigue. Le aree più fertili sono situate nelle pianure di Nekkour (3.000 ha) e di Gert (5.287 ha). Le colture principali praticate sono quelle cerealicole, leguminose ed orticole. In passato l'attenzione era rivolta all'autosufficienza; attualmente si produce soprattutto per i mercati urbani. Nelle città, che stanno lentamente sviluppando un'economia dinamica, si concentra quasi l'intero settore dei servizi (amministrazione, commercio, sanità, trasporti e istruzione). 
Pesca e turismo sono praticamente irrilevanti, non essendoci siti di interesse storico o culturale nella provincia fatta eccezione per la fascia costiera, adatta all'escursionismo.